# Pentastira superans
Pentastira superans är en insektsart som beskrevs av Logvinenko 1976. Pentastira superans ingår i släktet Pentastira och familjen kilstritar.
Artens utbredningsområde är Azerbajdzjan. Inga underarter finns listade i Catalogue of Life.